# Viola hirsutula
Viola hirsutula är en violväxtart som beskrevs av Ezra Brainerd. Viola hirsutula ingår i släktet violer, och familjen violväxter. Inga underarter finns listade i Catalogue of Life.

## Bildgalleri

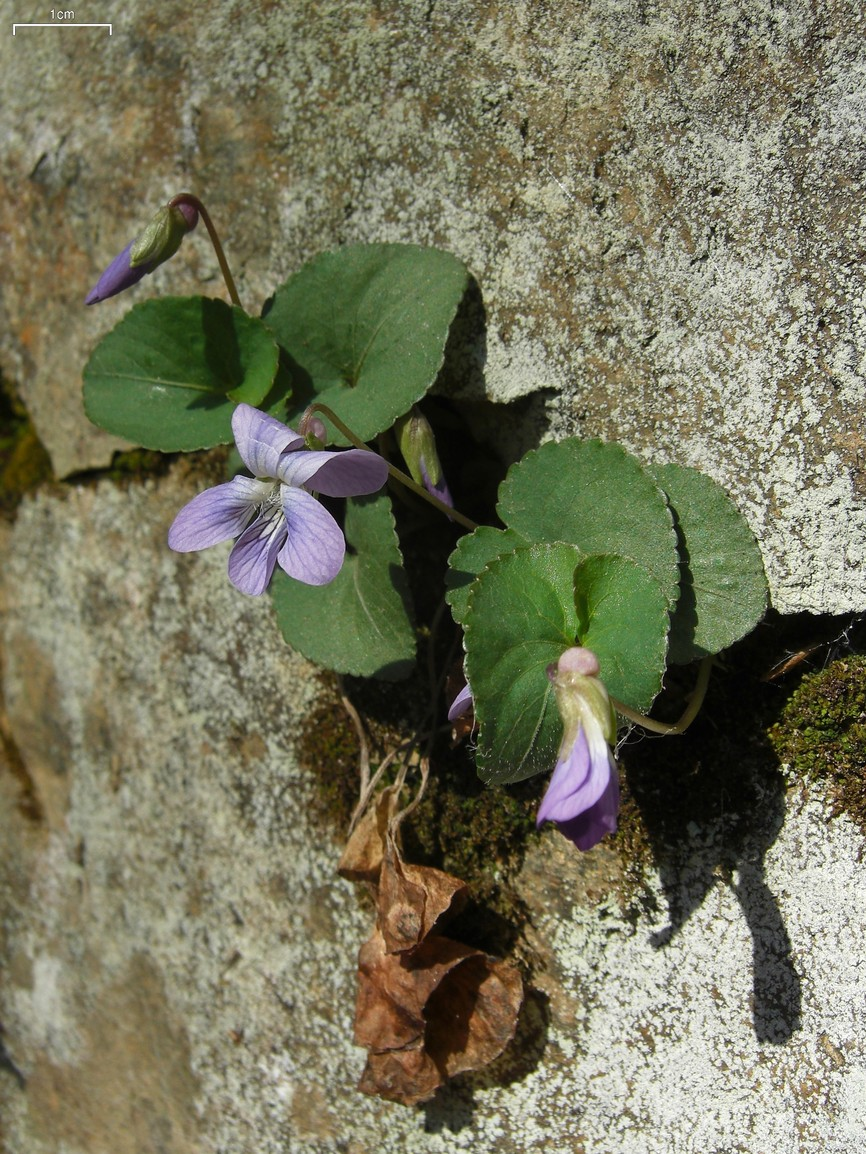